# Strangalia montivaga
Strangalia montivaga es una especie de escarabajo longicornio del género Strangalia, categorizada en la tribu Lepturini, de la subfamilia Lepturinae. Fue descrita por Chemsak & Linsley en 1976.

## Descripción
Mide 13-18 mm de longitud.

## Distribución
Se distribuye por El Salvador, Guatemala, Honduras, México y Nicaragua.